# Комацухимэ
Комацухимэ (яп. 小松姫; 1573 — 27 марта 1620) — японская женщина-воин (онна-бугэйся) периода Сэнгоку и раннего периода Эдо. Её отцом был Хонда Тадакацу, впоследствии она была удочерена Токугавой Иэясу. Комацухимэ была замужем за Санадой Нобуюки. Она имела репутацию очень красивой и умной, а также искусной в бою женщины.

## Биография
В детстве Комацухимэ носила имена Инахимэ (稲姫) и Онэи (於小亥). Её отец и она были впечатлены воинской доблестью рода Санада в первой битве при замке Уэда. Токугава Иэясу сам устроил так, что Комацухимэ вышла замуж за Санаду Нобуюки, сына главы рода Санада.
В 1600 году, когда Нобуюки перешёл на сторону Токугава, его отец Масаюки, не сделавший подобного шага, находился на пути в замок Уэда в сопровождении другого своего сына, знаменитого Санады Юкимуры. Они остановились у замка Нумата, хозяйкой которого была Комацухимэ. Комацухимэ не впустила их в замок (происходило это незадолго до начала осады Уэды). Масаюки передал ей сообщение, что хочет увидеть своих внуков, в ответ Комацухимэ вышла, одетая в полное боевое снаряжение, сказав: «Поскольку мы разошлись в этом конфликте по разные стороны, и хотя ты и мой тесть, я не могу позволить тебе войти в этот замок». Масаюки и Юкимура удалились в храм Сёкаку-дзи и были крайне удивлены, когда увидели, что Комацухимэ вместе со своими детьми прибыла туда же вскоре после них, таким образом выполнив желание Масаюки.
После битвы при Сэкигахаре, в период изгнания Масаюки и Юкимуры, она взяла на себя ответственность за снабжение их едой и другими предметами первой необходимости.
Комацухимэ восхваляли как «хорошую жену и мудрую мать» (яп. 良妻賢母). Она умерла в Коносу, в провинции Мусаси (современный город Коносу в префектуре Сайтама) в возрасте 47 лет, когда направлялась к горячему источнику Кусацу. Нобуюки оплакивал её смерть, говоря, что свет в его доме погас. Ныне в музее замка Уэда хранятся предметы, которыми она пользовалась, в том числе и паланкин.

## Семья
- Отец: Хонда Тадакацу
- Муж: Санада Нобуюки
- Дети:
  - Манхимэ (род. 1592)
  - Санада Нобумаса (князь Мацусиро)
  - Санада Нобусигэ (1599—1648).

## В компьютерных играх
- Серия Samurai Warriors
  - Серия Warriors Orochi
  - Pokémon Conquest (под именем Ина; её партнёры покемоны Принплап и Эмполеон)
- Sengoku Taisen